# Pedro González Vera
Pedro Alejandro González Vera (* 17. Oktober 1967 in Valdivia) ist ein ehemaliger chilenischer Fußballspieler und mit seinen 214 Toren einer der erfolgreichsten Torjäger der Primera División in Chile. Der Mittelstürmer wurde mit Universidad de Chile 2-mal chilenischer Meister und 2-mal Pokalsieger. Für die Nationalmannschaft absolvierte er 29 Partien, in denen er 5 Tore erzielte.

## Karriere

### Vereinskarriere
Pedro González, Spitzname Heidi, begann seine professionelle Fußballkarriere 1985 in seiner Geburtsstadt bei Deportes Valdivia. Mit dem Verein spielte er zunächst in der zweiten Liga und konnte 1987 als Meister in die Primera División aufsteigen. Nach zwei Jahren Erstklassigkeit stieg Valdivia als Tabellenletzter 1989 wieder ab. Pedro González wechselte daraufhin zum Hauptstadtklub Unión Española. 1991 zog der Stürmer weiter zu Coquimbo Unido, wo er zwei erfolgreiche Spielzeiten absolvierte und so der oben mitspielende Verein CD Cobreloa auf ihn aufmerksam wurde und ihn 1993 verpflichtete. Bei Cobreloa wurde González Nationalspieler, doch seine erfolgreichste Zeit erlebte Heidi bei Universidad de Chile. Mit La U verpasste er 1998 mit nur einem Punkt Rückstand auf CSD Colo-Colo knapp die Meisterschaft, doch das Team konnte Pokalsieger werden. Als Torschützenkönig der Liga hatte González maßgeblichen Anteil an den Erfolgen der Mannschaft. 1999 war es dann soweit und der Universitätsklub gewann die chilenische Meisterschaft. González wurde zum besten Spieler der Saison gekürt. Im Folgejahr holte Universidad de Chile sogar das Double aus Meisterschaft und Pokal. Wieder wurde González Torschützenkönig der Primera División. Nach weiteren Stationen erneut bei Unión Española und Coquimbo Unido wechselte der Stürmer 2006 zu Santiago Morning und beendete noch im gleichen Jahr bei Universidad de Chile seine Karriere.

### Nationalmannschaftskarriere
Bei der U20-Weltmeisterschaft im eigenen Land kam Pedro González im Halbfinale gegen Deutschland und im Spiel um Platz drei gegen die DDR zum Einsatz. Gegen die DDR erzielte der Stürmer in der 84. Spielminute den Ausgleich. Im Elfmeterschießen verschoss González und Chile wurde schließlich Vierter.
Für die chilenische A-Nationalmannschaft spielte Pedro González erstmals am 30. Mai 1993 im Freundschaftsspiel gegen Kolumbien.
Bei seinem ersten großen Turnier, der Copa América 1997 in Bolivien kam González bei der 0:2-Niederlage gegen Argentinien und beim 1:2 gegen Ecuador als Einwechselspieler zum Einsatz. Chile schied nach drei Niederlagen als Gruppenletzter aus. Für die Fußball-Weltmeisterschaft 1998 wurde der Stürmer nicht nominiert.
Bei der Copa América 1999 in Paraguay lief das Turnier für sein Team und auch ihn persönlich besser. Chile verlor zwar zwei der drei Gruppenspiele, kam aber als bester Gruppendritter ins Viertelfinale. Dort besiegte das Team Kolumbien mit 3:2. Das Halbfinale verlor die Mannschaft um Nationaltrainer Nelson Acosta allerdings im Elfmeterschießen gegen Uruguay. Nach der Niederlage gegen Mexiko stand der vierte Platz als Resultat. Pedro González spielte in allen sechs Partien, davon drei Mal als Einwechselspieler. Sein letztes Spiel im Trikot der chilenischen Nationalmannschaft absolvierte González schließlich am 12. Februar 2000 beim 3:2-Sieg über Bulgarien.

### Trainerkarriere
Pedro González wurde bei Deportes Valdivia im Juni 2019 vom Leiter des Nachwuchszentrums erstmals zum Cheftrainer befördert. Nach nur zwei Monaten bei 9 Spielen und ohne Sieg war für den ehemaligen Nationalspieler Schluss. Er kehrte wieder in seine Position als Leiter des Nachwuchszentrums zurück.

## Erfolge
Deportes Valdivia
- Segunda División: 1987

Universidad de Chile
- Chilenischer Meister (2): 1999, 2000
- Chilenischer Pokalsieger (2): 1998, 2000
- Torschützenkönig der Primera División: 1998, 2000